# Амарула
Амарула (англ. Amarula) — южноафриканский сливочный ликёр из плодов дерева марула (также известного как слоновье дерево). Содержание сахара 20%, алкоголя 17%. Производится фирмой «Southern Liqueur Co».
Впервые ликёр появился на рынке в сентябре 1989 года. Имеет лёгкий карамельный вкус. Напиток получил положительные отзывы с оговоркой, что для сливочных ликёров он слишком сладок. В настоящее время занимает по объёмам продаж второе место в данной категории, уступая лишь Бейлис.
Так как дерево марула ассоциируется со слонами, производители напитка выбрали это животное в качестве символа ликёра. Кроме того, производители поддерживают программу по защите и исследованию популяции африканских слонов.

## Изготовление
Плоды марулы, содержащие много сахара, проходят ферментацию, в ходе которой образуется алкоголь. После этого полученная жидкость подвергается перегонке. Далее дистиллят два года хранится в бочках из дуба. А затем настоявшийся раствор смешивают с соком свежих плодов марулы и сливками.